# Antheraea yamamai
Antheraea yamamai is een vlinder uit de familie van de nachtpauwogen (Saturniidae). De wetenschappelijke naam van de soort is, als Bombyx yamamai, voor het eerst geldig gepubliceerd in 1861 door Guérin-Méneville.